# Passo dos Ventos
Passo dos Ventos é uma telenovela brasileira produzida e exibida pela TV Globo de 26 de junho de 1968 a 14 de janeiro de 1969, em 177 capítulos. Substituiu Sangue e Areia e foi substituída por Rosa Rebelde, sendo a 6ª "novela das oito" exibida pela emissora,
Escrita integralmente por Janete Clair, foi dirigida por Régis Cardoso, substituído nas duas últimas semanas por Daniel Filho.

## Enredo
O romance entre Vivian Chevalier (Glória Menezes) e o comandante André Cristophe (Carlos Alberto) conduz a história ambientada no Haiti. Vivian é uma jovem de temperamento decidido que, por conta das dificuldades financeiras da família, se vê obrigada a casar-se com André. A partir de então, a moça passa a viver atormentada pela memória da falecida esposa do marido e pelo ódio que André sente por seu pai, Jerome Chevalier (Álvaro Aguiar).
Quando a trama começa, Vivian está retornando ao Haiti a convite do Capitão Gervilén (Henrique César), antigo sócio de seu pai. Ela planeja conseguir um emprego e começar vida nova, mas, ao encontrar-se com o capitão, descobre suas intenções. Gervilén explica à jovem que pretende refazer a sociedade outrora formada por ele, Jerome e Nathaniel Cristophe. Mas, para isso, ela precisa casar-se com André, filho do Capitão Cristophe, que trabalha em sua companhia de navegação. A princípio, ambos se recusam a aceitar a proposta. Mas, quando Gervilén sofre um atentado que o deixa à beira da morte, Vivian e André sentem-se na obrigação de atender este último desejo.
Lien (Theresa Amayo), esposa de Gervilén, Bárbara (Glauce Rocha), mãe de André, e Hannah (Djenane Machado), sua irmã, tentam impedir o casamento, uma vez que aquela união vai contra seus interesses, mas a cerimônia acontece mesmo assim.
Mesmo casados, André e Vivian se mantêm distantes um do outro. Ele não esconde sua adoração pela falecida esposa, Rosana. Além disso, o rancor que guarda em relação a Jerome – responsável pela morte de seu pai – dificulta ainda mais a aproximação dos dois. As mulheres da família Cristophe também fazem da vida de Vivian um inferno, evocando, sempre que possível, a figura da primeira esposa do comandante. Vivian se ofende com tamanha devoção do marido por outra mulher, mas se sente incapaz de lutar contra aquilo. A veneração exagerada de André e sua família à falecida aos poucos leva Vivian à loucura.
Rosana, no entanto, não está morta. Ela simulou seu suicídio e fugiu com o pintor René Antoine (Rubens de Falco). Com ajuda de um cúmplice, o marinheiro Dubois (Mário Lago), o casal se mudou para Porto da Paz. René, no entanto, não suportou Rosana por mais do que alguns meses e a abandonou. Ela então passou a ganhar a vida como dançarina no cabaré da cidade, se apresentando todas as noites com o nome de Carmencita.
Lien fica sabendo da verdade sobre Rosana por meio de Dubois, antigo funcionário da empresa de seu marido. E, ao longo da trama, usa a informação para chantagear Vivian, que teme perder André caso ele descubra que a esposa ainda está viva. Quando Rosana passa a representar uma ameaça aos planos de Lien, a dançarina é assassinada por Dubois. Em seguida, para continuar a exercer seu domínio sobre Vivian, Lien ordena ao marinheiro que traga Simone – a irmã de Rosana – para Porto Príncipe, e convence a moça a assumir o lugar da “falecida” esposa de André.

### Etapa final
Simone acha que René Antoine é culpado pela morte de Rosana e, por vingança, mata o pintor e foge. A culpa recai sobre Vivian e Marcel (Paulo Araújo), que assume a autoria do crime para livrar sua irmã. A única a saber a verdadeira identidade da assassina e seu paradeiro é Lien, que usa isso para chantagear André. Apaixonada pelo comandante, Lien diz que só lhe ajudará a provar a inocência de Vivian se ele concordar em fugir com ela. Antes que André possa tomar uma decisão, no entanto, Lien morre, vítima de uma armadilha de um enciumado Dubois. No final, Marcel é salvo da forca pela confissão de Simone.
Antes de morrer, Gervilén confessara ao padre François (Ênio Santos), amigo e conselheiro das famílias Cristophe e Chevalier, que René Antoine era seu filho, fruto do caso extraconjugal que tivera com Bárbara. O pintor sabia e por isso odiava André. Sua condição de filho rejeitado fazia com que ele invejasse o irmão. Primeiro destruiu seu casamento com Rosana. E, com a chegada de Vivian, decidiu se aproximar da jovem, provocando o ciúme e a discórdia entre o casal. Quando sua mulher engravidou, André estava certo que a criança era fruto de uma traição. René se recusou a desmentir a desconfiança do comandante, fazendo com que André renegasse seu próprio filho. Apenas no último capítulo a verdade vem à tona, e André e Vivian se reconciliam formando, finalmente, uma família.

## Elenco
- Glória Menezes - Vivian Chevalier
- Carlos Alberto - André Christophe
- Álvaro Aguiar - Jerome Chevalier
- Glauce Rocha - Bárbara Christophe
- Paulo Araújo - Marcel Chevalier
- Henrique César - Capitão Fréderic Gervilén
- Djenane Machado - Hannah Christophe
- Theresa Amayo - Lien Gervilén
- Mário Lago - Jean Dubois
- Rubens de Falco - René Antoine
- Ênio Santos - Padre François
- Ruth de Souza - Mãe Tuiá
- Jorge Coutinho - Bienaimé

## Produção e exibição
O título da telenovela, Passo dos Ventos, foi uma sugestão do cartunista Borjalo (Mauro Borja Lopes), inspirado num antigo mapa da América Central. Na trama, Passo dos Ventos é o nome do rochedo, próximo a casa dos Gervilén, onde André (Carlos Alberto) costumava levar Rosana para ver o mar. O local foi nomeado pela própria Rosana em homenagem ao canal do Passa-Vento que a personagem, vindo de Cuba, precisou atravessar para chegar ao Haiti.
A Gata de Vison, telenovela das dez da Rede Globo, estreou no mesmo dia que Passo dos Ventos e representou um experimento da emissora: Enquanto a "novela das oito" trazia como protagonistas os atores Carlos Alberto e Glória Menezes, Tarcísio Meira e Yoná Magalhães, seus costumeiros pares, protagonizavam a "novela das dez". Mas o público reagiu mal ao ver Glória Menezes fazendo par romântico com Carlos Alberto no lugar de Tarcísio Meira.
Durante a exibição da novela, o ator Mário Lago, que interpretava Dubois, foi preso por questões políticas. O diretor Régis Cardoso o substituiu, temporariamente, aparecendo em cena sempre de costas.
Passo dos Ventos marcou a estreia de Djenane Machado na TV Globo. O romance inter-racial entre sua personagem, Hannah, e Bienaimé (Jorge Coutinho) também gerou polêmica. O rumo dos personagens acabou sendo alterado e, no decorrer da história, Hannah se envolve com Marcel Chevalier, enquanto Bienaimé se casa com Tiana.
Todos os capítulos de Passo dos Ventos foram perdidos em um incêndio ocorrido em 1969 nos estúdios da TV Globo em São Paulo, restando apenas fotos dos bastidores.